# شهرستان اسکجیت (واشینگتن)
شهرستان اِسکَجیت (به انگلیسی: Skagit County)، یک شهرستان در بخش شمالی ایالت واشنگتنِ ایالات متحده است. این شهرستان در سال ۱۸۸۳ از شهرستان واتکام تشکیل شد و نام اسکجیت، برگرفته از نام قبیلهٔ هندی اسکجیت می‌باشد که قبل از استقرار اروپایی‌ها و آمریکایی‌ها، بومی این منطقه بوده‌اند. 

## خصوصیات
شهرستان اسکاگیت ۴٬۹۷۲٫۸ کیلومترمربع مساحت دارد.
بر اساس سرشماری سال ۲۰۱۰، جمعیت آن ۱۱۶۹۰۱ نفر بوده‌است.